# The Man Is Back!
The Man Is Back! è il diciassettesimo album del cantante statunitense Barry White, pubblicato nel 1989 dalla A&M Records.

## Storia
Il primo album della fase di ritorno in auge di Barry White. The Man Is Back! era caratterizzato dal tentativo di White di incorporare uno stile più contemporaneo, pur conservando al contempo gli elementi essenziali del suo caratteristico sound. Tuttavia l'album ebbe solo un moderato successo, ponendosi al #22 della classifica R&B, solo leggermente al di sopra della deludente prestazione del suo album di debutto nella A&M, The Right Night & Barry White. La reazione della critica fu generalmente positiva, e l'album fu ritenuto come un'interessante e piacevole, anche se non innovativa, aggiunta al repertorio di Barry White.

## Tracce
1. Responsible (Jackson, Perry, White) - 4:41
2. Super Lover (Jones, Perry, White) - 4:52
3. L.A. My Kinda Place (White) - 4:50
4. Follow That and See (Where It Leads Y'all) (White) - 5:04
5. When Will I See You Again (Thomas, White) - 5:51
6. I Wanna Do It Good to Ya (Hamilton III, White) - 6:00
7. It's Getting Harder All the Time (Grover, Schroeder) - 5:09
8. Don't Let Go (Thomas, White) - 9:08
9. Love's Interlude/Good Night My Love (White) - 7:46

## Singoli
- "Super Lover" (US R&B #34)
- "I Wanna Do It Good to Ya" (US R&B #26)
- "When Will I See You Again" (US R&B #32)